# 第11独立陸軍航空旅団 (ウクライナ陸軍)
第11独立陸軍航空旅団（だい11どくりつこうくうりょだん、ウクライナ語: 11 та окрема бригада армійської авіації、略称11 ОБрАА）は、ウクライナ陸軍の旅団の一つ。第8陸軍航空司令部隷下で、ヘルソン州チョルノバエフカ空軍基地に旅団司令部を置き、航空戦力としてMi-24P/VPとMi-8MT/MTVを運用する。

## 概要
第11独立陸軍航空旅団の前身はソ連地上軍第320独立ヘリコプター連隊で、ソビエト連邦崩壊後の1992年1月12日にウクライナへ編入された。アブハジア紛争中の1993年にはコドリ渓谷からの民間人避難作戦に従事した。
2013年に第11独立陸軍航空旅団へ改編され、2014年からのドンバス戦争ではクリミア半島境界でのウクライナ軍増強任務に従事し、2015年3月18日には東部ドンバス地方からの撤退戦で航空機3機を失った。
2019年10月14日にウォロディミル・ゼレンスキー大統領から「ヘルソン」の名誉称号を与えられた。

## 歴代運用機
- 攻撃ヘリコプター
  - Mi-24P/VP
- 輸送ヘリコプター
  - Mi-2
  - Mi-8MT/MTV